# Ferhad Ayaz
Ferhad Ayaz, född 10 oktober 1994 i Nusaybin i Turkiet, är en svensk fotbollsspelare som spelar för belgiska Eendracht Aalst. Han är av kurdisk härkomst.

## Klubbkarriär

### Tidiga år
Ayaz, som kom till Sverige när han var fem år gammal, började spela fotboll i Karlslunds IF HFK och spelade som junior även för IFK Kristinehamn innan han gick till Degerfors IF.

### Degerfors IF
Ayaz debuterade den 19 augusti 2012 för Degerfors IF i Svenska cupen mot Örgryte IS. Han blev inbytt i den 72:a minuten i matchen som slutade med en 3–0-bortaförlust. Debuten i Superettan kom den 22 september 2012 i en 0–2-hemmaförlust mot IF Brommapojkarna. Han fick spela från start men blev utbytt efter drygt en timmes spel. Det blev ytterligare en match för Ayaz i Superettan 2012, där Degerfors slutade på en 12:e plats.
I andra omgången av Superettan 2013 gjorde Ayaz sitt första mål för klubben i en 3–1-bortaförlust mot Gais. Målet gjordes på nick i den 87:e minuten. Han fortsatte med ännu ett mål i omgången efter mot Jönköpings Södra. Ayaz gjorde det första målet i matchen i den 44:e minuten innan Marcus de Bruin utökade ledningen i den 73:e minuten. Aleksei Kangaskolkka reducerade i den 80:e minuten för Jönköpings Södra men matchen slutade med en 2–1-hemmavinst för Degerfors.

### Gaziantepspor och Örebro SK
Efter säsongen 2014 ville flera allsvenska klubbar värva Ayaz, men hans val föll på Gaziantepspor. I början av april 2016 bröt Ayaz kontraktet med klubben. I juli 2016 blev Ayaz klar för Örebro SK.

### Dalkurd FF
I januari 2018 värvades Ayaz av Dalkurd FF, där han skrev på ett fyraårskontrakt. I juli 2019 återvände Ayaz till Degerfors IF, där han skrev på ett 1,5-årskontrakt. Ayaz spelade 24 ligamatcher och gjorde två mål under säsongen 2020, då Degerfors IF blev uppflyttade till Allsvenskan. I december 2020 förlängde han sitt kontrakt med ett år. Efter säsongen 2021 lämnade Ayaz klubben.

### Borac Banja Luka och IK Brage
Den 29 januari 2022 värvades Ayaz av bosniska Borac Banja Luka, där han skrev på ett halvårskontrakt. I augusti samma år blev Ayaz klar för IK Brage, där han skrev på ett kontrakt som sträckte sig över 2023.

### Eendracht Aalst
Den 22 augusti 2023 värvades Ayaz av Eendracht Aalst i belgiska fjärdedivisionen, där han skrev på ett tvåårskontrakt.

## Landslagskarriär
Ayaz gjorde landslagsdebut för Sveriges U19-landslag den 19 mars 2013 i en match mot Skottlands U19-landslag. Matchen slutade med en 3–2-förlust och Ayaz blev utbytt mot Melker Hallberg i den 62:a minuten. De möttes igen två dagar senare, denna gången slutade det med en 2–0-förlust för Sverige och Ayaz fick vänta till den 87:e minuten då han blev inbytt mot Victor Nilsson Lindelöf. Han debuterade för U21-landslaget den 18 november 2014 mot Österrike. Matchen slutade 2–2 och Ayaz byttes in i den 73:e minuten mot Dino Islamovic.